# Желов (присілок)
Желов (рос. Желовь) — присілок в Перемишльському районі Калузької області Російської Федерації.
Населення становить 8 осіб. Входить до складу муніципального утворення Присілок Великі Козли.

## Історія
Від 2004 року входить до складу муніципального утворення Присілок Великі Козли

## Населення
| 2002 | 2010 |
| ---- | ---- |
| 1    | ↗8   |